# 摩拉維亞宣教運動
摩拉維亞宣教運動是以位於德國主護城為主的摩拉维亚弟兄会在十八世紀三十年始起的基督新教宣教運動。摩拉維亞宣教運動為早期基督教宣教史上大型的宣教運動之一，亦是史上最偉大宣教教會之一。他們的宣教士與平信徒比例是一比六十，而整個基督教總比例是一比五千，可見他們對宣教工作的熱衷程度。在三十年間，他們差遣了數以百計的宣教士遍佈世界各地，包括：加勒比地區、北美洲、南美洲、北極圈及遠東等。
摩拉維亞教會亦在宣教史上有不同的突破。包括：
- 第一所教會差遣平民作帶職宣教士，而非專職宣教士；
- 第一個基督教宗派向奴隸做佈道工作及
- 第一個基督教教會散佈在如此廣泛的地區。

## 起源
摩拉維亞大復興事件後，主護城的居民重新對信仰認真，並希望回應大使命把耶穌的福音帶到世界各地。因此，欽岑多夫立即派遣木匠尼其曼等人赴丹麥哥本哈根搜集資訊，並為將來的宣教工作評估。 他們從哥本哈根回來，並帶來丹麥豐富、詳細的宣教經驗。雖然當刻主護城的居民並未有把握到異邦之地宣教。然而，欽岑多夫鼓勵護主城上下各人為此事禱告。及後於1728年訂下「哥本哈根日」為不同地方的宣教工作禱告，包括：土耳其、埃塞俄比亞、格陵蘭及拉普蘭等。
及後，有廿六位弟兄響應宣教的邀請，他們組成了一「單身弟兄之家」，一同生活、工作、禱告、學習，欽岑多夫更擔當導師，在其中教出身低下階層的他們學習寫作、希伯來文、希臘文、地理、研經法及藥理等。
1731年四月，丹麥皇儲克里斯蒂安六世登基。本是芥菜種團契一員的他，誠邀同為芥菜種團契成員並遠房親戚的欽岑多夫前往哥本哈根觀禮。赴會中，欽岑多夫有機會聽到兩名愛斯基摩男孩改信基督教的見證故事。
另一方面，欽岑多夫亦有機會跟來自西印度洋聖多馬島的黑奴安東尼(Anthony Ulrich)交談。當安東尼分享自己家鄉的信仰需要，打動了欽岑多夫。因此欽氏邀請了安東尼到主護城跟民眾分享。民眾中一位陶匠竇博及單身弟兄洛伊波德聽了安東尼的分享後被打動，並寫信給欽岑多夫，渴望到聖多馬島宣教。經過一年的時間，會眾禱告、欽岑多夫如常訓練及觀察，他們最後決定差派竇博先前住，並指派後來成為摩拉維亞教會首位主教，木匠尼其曼隨行協助。
自此，1732年8月21日，摩拉維亞教會差出第一個的宣教士單位到海外宣教。值得一提，當時的摩拉維亞第一代宣教士們都是自食其力。主護城除了支付宣教士前往搭船港口所需的路費外，其他往後的費用也需要他們自行解決。到了異地後，他們要一邊傳福音，一邊發揮專業技能謀生。 隨著第一隊宣教士的出發，便開展了摩拉維亞宣教運動的序幕。在1730年代，摩拉維亞教會陸續差遣宣教士到美洲、非洲、歐洲及歐亞地區宣教。他們主要以服侍落後群體(印第安/黑奴/土人)為名。

## 18世紀宣教工場

### 美洲

#### 加勒比海地區的黑奴

##### 聖多馬群島(1732)
摩拉維亞教會在1732年從主護城差出第一批宣教士到海外宣教。他們在8月21日到達丹屬聖多馬群島: 聖多馬島，聖約翰島，和聖克洛伊島 （現稱美屬處女群島）。當時除了丹麥哈萊差會外，他們是唯一有宣教事工的基督新教教會。

##### 安地卡島(1756)
摩拉維亞教會在安地卡島的黑奴事工從1756年開始，一直到1760年代跌到谷低，其後重新復興。 Samuel Isles在1756年從聖多馬群島來到了安地卡，開始了當地的黑奴事工。但當他在1764年離開人世時，他留下了三十六個黑奴信徒和一個聯絡人。信徒的人數一直下跌，直到1769年只剩下十四個。就在這時，宣教士彼得和瑪利亞布朗來到了安地卡。
他們到達時，前人已為他們預備好有一些重要條件。摩拉維亞教會在1961年買了一個地方建立了一個獨立的宣教點，讓宣教士能自由地向當地的黑奴講道和接觸他們。 再者，宣教士Balmforth與一些莊園的主人重新建立了關係。其中Francis Farley在1767答應讓摩拉維亞宣教士在他的莊園試講。之後還被他推薦給當地最有影響力的園主Samuel Martin,在他的莊園講道。
Benjamin Bruckshaw在1771年替換了Balmforth成為布朗的搭檔。可惜他與布朗的妻子在之後的兩年間相繼死去，留下布朗一人繼續當地的黑奴事工，繼續服侍他稱為兄弟姊妹的黑奴信徒,但苦難接踵而來。在1772年八月二十七日，三十年來最具破壞性的颱風侵襲安地卡，宣教中心和教堂都被毀壞並需要重建。雖然如此，也讓宣教士有機會在這關鍵時刻接觸更多的黑奴。 這樣，到了1770年代初，很多當地的莊園都開放給布朗和他的同工。摩拉維亞弟兄會在安地卡的宣教工作也重新興旺了。 在1773年，摩拉維亞教會擇選了第一個黑人同工。到1775年，共100個莊園的黑奴參加摩拉維亞教會的聚會。 當布朗在1791年退休回伯利恆時，安地卡五分之一的黑奴都與摩拉維亞教會有關係，當中有6,000個已受洗的信徒和1,400個準備受洗的人。

#### 南美印第安 (1735-1808)
十八世紀時，摩拉維亞宣教士在阿拉瓦克人(Arawak)的地方建立了Pilgerhut, Sharon, Ephraim, Daehne, 和Hope五個宣教點來向阿拉瓦克人傳福音。他們的領袖所羅門舒曼從1748年直到他1760年安息主懷時一直帶領著這工作。開始時，舒曼用他的講道，性格和生命帶了一些阿拉瓦克人信主。但蘇利南的布希黑人叛亂後，宣教士也相繼因病或其他原因死亡。很多阿拉瓦克信徒因看見宣教士口中的「信基督的永遠不死」不能兌現，就不再相信基督。

##### 蘇利南黑奴(1765-1813)
布希黑人(或稱瑪倫人)在蘇利南叛亂後，他們一方面得到更多自由，但另一方面郤被一些巫師控制。他們很相信他們的巫師，所以如果巫師讓他們去打仗，他們就會去。這促使當地的白人地主想辨法控制黑人。摩拉維亞弟兄正可在此時給與援手。1769年間，Rudolph Stoll在Quama開展了第一個聚會點。很快地，他得到Arabi王持續50年的支持。在宣教期間，Stoll翻譯了四福音到黑人英語和開展了其他兩個點，邦貝和新邦貝。不幸地，因蘇利南的天氣和疾病，很多宣教士在當地離世，其他的宣教士也相繼退休或離開。這宣教點在1813年正式終止。

#### 北美印第安(18世紀)
摩拉維亞教會在1730到1740年代在歐洲不斷被迫害之際，看到了美國賓夕凡尼亞洲的宗教自由。因此，欽岑多夫帶領一些宣教士到北美去尋找一個可以建立他們理想社區，一個德國人和土人共融的地方。
北美的摩拉維亞教會一般不會超過200人。 整個北美加起來還不到1000個印第安信徒。除了他們一直都住在自己的小社區內，盡力在現世活出最傳統和真實的信仰， 也可能是摩拉維亞教會的宣教觀。他們注重那些被揀選的人而放棄大手佈道的宣講。所以，印第安信徒也比較容易離開教會。 直到美國獨立戰爭破壞了白人宣教士和印第安人的關係，北美的印第安事工也慢慢末落。

##### 喬治亞的切羅基人(1734-1740)
在切羅基人中的宣教事工是由三位宣教士建立的。1730年代，欽岑多夫派了他的朋友施潘根貝爾格(Augustus Gottlieb Spangenberg)去倫敦為摩拉維亞教會在美洲尋求一片地土。喬治亞洲理事會在薩凡納給他們一塊500英畝的地，也保證給他們宗教自由和軍事豁免。因此，尼其曼(Bishop David Nitschmann)帶領一些宣教士坐Simmonds號在1735年四月十七日到達薩凡納，他們就是在這船上遇上約翰衛斯理。到達後不久，尼其曼按立了施潘根貝爾格，從此施潘根貝爾格成為了北美印第安事工的領軍人物。
施潘根貝爾格多才多藝，一個人就可以運作整個宣教點：他能管理農地，規劃建築，當醫療顧問，教姊妹們煮飯，和建立一個給印第安小孩的學校等。不久，切羅基人的酋長Tom Tschatchi也來聽福音，福音工作也漸漸興旺起來。但當英國和西班牙發起戰爭，摩拉維亞的弟兄被招入伍，所以他們被迫在這工場最興旺時集體離開，遷移到賓夕凡尼亞洲。

##### 賓夕凡尼亞和紐約的摩希根人(1740-1740年代中)
施潘根貝爾格是一個有能力的領袖，到達賓夕凡尼亞後，他在利哈伊河旁創建了一個宣教大本營—伯利恆(Bethlehem)，然後向歐洲的弟兄發出宣教的邀請。Henry Rauch很快作出回應並出發到了Shekomeko。(See also Moravian mission at Shekomeko) 起初，他不被莫希干人接納。但因他讓Tschoop the Drunkard信耶穌和改變，掀起了復興的火。很多莫希干人相信了耶穌，也放棄了他們最愛的濃酒。
但事情並不是這麽順利。因利益關係，一些威士忌商人在1742年控告摩拉維亞教會是服從羅馬天主教和支持法國的。隨即紐約議會勒令摩拉維亞的宣教士離開Shekomeko，這事差一點摧毀了整個宣教工作。 再者，紐約州長George Clinton在1744年通過了議案要關閉州內的摩拉維亞教會。但欽岑多夫作出了抗議，又因這議案原本也証據不足，議案最終被撤銷。

##### 紐約中上州的易洛魁“六族同盟”（1741-1765）
欽岑多夫在1741年到北美宣教時特意去賓夕凡尼亞的Tulpehocken探訪易洛魁聯盟的族長。他成功與族長們簽下協議，讓摩拉維亞的宣教士向六族的族人傳福音，族長們還給他一個用186粒白珠造成的飾品作為信物。欽岑多夫1742年第三次探訪時與奧奈達(Oneida)的王Shikellimey成為了朋友，但懷俄明谷的塞內卡人(Seneca)卻很抗拒他。
在之後的22年中，弟兄們積極嘗試向六族傳福音，但他們面對很多困難，如：政府的張力，美國的政治環境和印第安人喜愛喝酒抽煙的習慣，都影響摩拉維亞的宣教事工。單在紐約就與政府發生了八次大衝突，其中兩次還進了法院。 終於在1749年，英國議會和國王通過正式承認摩拉維亞教會為新教聖公會(Protestant Episcopal)，給與他們一定的自由和免去宣誓和參軍的需要，也停止了對摩拉維亞教會的迫害。 摩拉維亞宣教士又可以在紐約傳道。宣教士David Zeisberger和Bishop Cammerhof曾被納入六族同盟，所以他們得到六族的同意，在易洛魁聯盟的首都Onondaga開始了一個宣教點，而且事工在1735和1755年之間不斷發展。但好景不常，法國和英國爆發了七年戰爭，讓印第安人和英國宣教士形成敵對。塞內卡人有一個晚上血洗Gnadenhütten，殺死了很多宣教士和家人，其中包括 Nitschmann。 其他信徒立即逃到伯利恆。因此，施潘根貝爾格把伯利恆建造成戰爭中的庇護所。不只是宣教士，很多印第安信徒也住進了裡面的印第安屋。但在易洛魁聯盟的福音工作就此結束在廢墟中。在22年的宣教後，只留下170個信徒。

##### 俄亥俄的特拉華人 (1765-1778)
特拉華印第安人原本居住在特拉華河一帶，但當英國移民漸漸增多，他們被迫西遷到俄亥俄一帶。 英法七年戰爭和龐提亞克戰爭(Pontiac’s War)後，Zeisberger帶領摩拉維亞弟兄們來到向特拉華人傳道。他不但學了特拉華印第安語還把部份的聖經翻釋成特拉華印第安語。 在Goshgoschunk的Friedenhütten失敗後, 他繼續在俄亥俄一帶建立了Friedenstadt, Schoenbrunn, Gnadenhütten, 塔斯卡羅瓦斯, 利希特瑙, 和塞勒姆，還與特拉華酋長Glikkikan和族王Netawetwes成為朋友。其中塔斯卡羅瓦斯非常成功，當地的印第安信徒更成了所有基督徒的榜樣。
正當Zeisberger滿心希望建立一個基督教的印第安州，英美爆發了美國獨立戰爭。 很多摩拉維亞教會的印第安信徒被殺，宣教士也被提交法庭。戰爭完結後，政府把土地給Zeisberger作為補償，但俄亥俄的人口轉變已令Zeisberger的基督教印第安州夢破滅。但最少當他在1808年安息主懷時，他的印第安弟兄們在床邊陪伴他，用他教他們的話來安慰他。

#### 摩拉維亞宣教拓居
摩拉維亞宣教士到達一新地區後會與當地人居住，並以當地人的方式相處、工作，以求盡快投入社區。他們甚至會跟當地人成婚。
當然，當地人不會希望自己的文化被改變，就如印第安人曾說：「我們是印第安人，我們不想轉變成白人那樣。英國人是我們的弟兄，但我們絕不希望變成他們那模樣。」 然而，摩拉維亞人希望在當地人中廣傳福音，並從其中建立一摩拉維亞式的信仰、社會群體。所以，本地的新信徒也可以依從摩拉維亞的教會及傳統。
摩拉維亞教會把他們的宣教點建立成社區、城市模式。人們通常都讚賞這樣的一個社區整潔、乾淨及精心佈置、設計的。摩拉維亞人在搬進這些定居點之前通常都保持簡單的生活方式，避免使用所有的豪華物品。這些社區講求居民的合一性，甚至維持“職業、飲食及甚至生育的一致性。”
當地婦女在這些社區也有一定的參與。宣教士太太、師母肩負起照顧堂會內姊妹的責任。當地的肢體也會協助處理社區內的一些事務。 一些宣教工場的社區甚至培訓出當地的信徒領袖，但卻多沒有本地的委身教牧同工。
基於成本效益的考慮，宣教士通常一起住在一所大房子，單身弟兄，單身姊妹及家庭會分佈在屋子裡的獨立區域。他們為求支持他們自己向當地人的宣教工作，他們多自力更生。他們運用自身的技能，如：自己的勞動力、縫紉、建築、動物飼養，織布，烹飪以及額外的產品銷售，以支持全社區的建造、修理及管理等的營運成本。這讓社區內的所有人，從兒童到老人，都可以參與福音的事奉中。
這樣的社區慢慢發展，直至有類似規章訂立的必要時，社區才會算正式成立。 幾十年後，摩拉維亞教會在歐洲和北美地位暮起，自此，事工的焦點則從宣教轉為堂會內的其他活動。

### 歐洲

#### 格陵蘭極圈(1733)
欽岑多夫在丹麥參加國王的加冕禮時，不單聽到西印度洋的群體需要，而且更叫他關注到格陵蘭的愛斯基摩人對福音的需要。事因於丹麥方面的宣教士因愛斯基摩人對福音沒有興趣，正打算把有關的事工結束，但欽岑多夫卻認為是時候由摩拉維亞弟兄會接棒了。
1733 年，欽岑多夫經過禱告後，決定派遣克里斯提安、馬修史塔赫(Matthew Stach)及約翰史塔赫(John Stach)一同前往北極區的愛斯基摩人社群中宣教。他們在工場中得到從丹麥到當地宣教逾十多年的宣教士汉斯·埃格德協助，幫助他們適應當地的居住及學習愛斯基摩語。 之後，波尼許(Frederick Boehnisch)及貝克(John Beck)亦一度接替回主護城報告的克里斯提安及約翰史塔赫。
然而，他們在當地的宣教工作並非一帆風順，他們被本地人排斥，甚至恐嚇他們不可傳福音，否則會殺死他們，然而他們並不懼怕。1734 年，愛斯基摩人中出現傳染病。摩拉維亞宣教士們用他們的醫學知識，提供了一些即時的護理服務，儘使愛斯基摩人會有些表面性的道謝，但態度依舊，仍是把他們拒諸門外。
面對當地人的冷漠態度、宣教事工的緩慢進展、丹麥宣教士麥斯決定回國，再加上極圈的嚴寒天氣，這叫三位摩拉維亞兄弟會的宣教士的信心開始動搖，並開始生起放棄的念頭。 然而，主護城的禱告守望並未有停止，因著這代禱動力，使他們可以堅持下去。這使三位宣教士於1735 年3月6日立下三弟兄盟約，盟約世則如下：
1. 我們要緊記，我們是因為那位要使萬國得福的救主上帝才來到這裡。我們非倚靠眼見，而是憑藉信心；
2. 因基督寶血得的救贖是我們主要的教義。藉由言行，並因著上帝的旨意與所賜的能力︳我們矢志要帶領未信者歸信真道；
3. 我們要以勤奮、忍耐與盼望的態度來學習本地語言；
4. 我們要尊重彼此所領受的恩膏與感動，看別人比自己強，在主裡互相順服；
5. 我們要遵照基督的教導，忠心踐行紀律與督責，若有人違背了福音的清潔，除非他在上帝與弟兄面前謙卑下來，否則我們將不與他往來；
6. 我們將奉主的名自食其力，並提醒怠慢的人要依此奉行；
7. 我們將不為外在的需要憂慮，而將重擔卸給那照顧麻雀、為野花披紗的恩主。

因此，他們亦繼續努力的投入在當地的生活，一方面學習當地語言，亦一方面嘗試把聖經翻成愛斯基摩語。這舉動常引起當地人興趣，但往往當他談到信仰核心，人群就會散去。有一次，當宣教士把譯好的經文嘗試讀出後，吸引了一個年輕人卡亞納克(Kayarnak)的好奇心，並要他繼續唸下去。這打開他信主的開端，及後，他更於1739年復活節受洗，成為摩拉維亞宣教士六年在極區宣教工作的第一個歸主者。
自從第一個歸主者出現後，宣教士們及卡亞納克所面對的逼迫有增無減，甚至有性命危險。但同時間，當地的宣教活動得以突破進入一個新階段。宣教士們發現愛斯基摩人對神學教義毫無興趣，卻對聖經的故事，尤其復活的故事深深感動，這打開他們對福音興趣之門。這導致愈來愈多人願意相信福音，而且整個族群也漸漸得著改變。

#### 英國

##### 前期 (1727-1737)
摩拉維亞的北美宣教間接影響了英國的復興工作。早期的美國東岸十三州均隸屬英格蘭殖民地，欽岑多夫為取得殖民政府的信任，以及聯繫英國信徒以得支持，數次差人前往英國協調。Johann Toltschig (1703-64) 是首位被差遣到英國作協調的使者，於1728年到達英國，希望分享摩拉維亞教會於1727年8月13日的屬靈經驗，並尋求與當地信徒的聯合的機會。1737年，欽岑多夫親赴倫敦，為了解英國聖公會就他按立主教一事的意見。 從他們赴英的目的來看，1728-1737年間，摩拉維亞教會仍未有計劃在英國進行宣教工作。

##### 開展期 (1738-1740)
直至1738年，摩拉維亞信徒正式開展在英國的宣教運動，果效甚大。當年二月，四位摩拉維亞的宣教士，分別為波樂 (Peter Bohler)、Georg Schulius、Friedrich Wenzel Neiber和欽岑多夫，取道英國，赴北美宣教。其中剛畢業於葉那大學 (University of Jena) 的波樂，在英國停留三個月，堅固摩拉維亞社群。他該年於倫敦成立主護城式(Herrnhut-style)的小組，設立班長，活化班員間的互動，引導他們與主建立關係。 原本對象只是在英國居住的德國摩拉維亞社群，但短短三個月間，小組人數暴增，也有英國人加入，原本在詹姆士 (James Hutton，1715-1795) 的家裡不敷容納，只好在費特巷 (Fetter Lane) 租下大堂繼續聚會，而此「費特巷會」 (Fetter Lane Society) 則視為英國福音復興 (Evangelical Revival) 的中心。

##### 發展期
自此，摩拉維亞信徒不斷上升。1742年，首個正式的聚會點成立，是由Benjamin Ingham 在約克郡 (Yorkshire) 成立的小組演變成的。另一聚會點則由位於倫敦的費特巷會演變成的。雖然欽岑多夫不贊成與英國教會分離，但摩拉維亞教會在英國的發展難免成為獨立教會。 英國國會於1749年通過一條法案，承認摩拉維亞教會為「古代抗議宗主教制教會」(An Antient Protestant Episcopal Church)，標誌摩拉維亞教會在英國公眾的認可性。 聚會人數方面，在1753年則有2,500位在摩拉維亞聚會者 (當中1,000是領聖餐者)。 直至1760年，在英國的摩拉維亞聚會點共十二個。 1760年後，摩拉維亞教會在英國不斷發展，更影響當地的宣教運動復興。        

##### 摩拉維亞教會與約翰衛斯理的關係
摩拉維亞派人對著名的佈道家約翰衛斯理的影響深遠。1738年，由David Nitschmann der Bischof 帶領的摩拉維亞宣教隊伍正從美國回程，在回程的船上遇上約翰衛斯理。約翰衛斯理形容他們是他所見「最溫柔、勇敢的人」。(Hutton, 79-80) 尚無得救確據的約翰衛斯理便參加了摩拉維亞信眾在亞德斯門街 (Aldersgate Street) 舉行的聚會，感覺「我心異常火熱」，並像重新得救一樣，視之為基督徒生活之始。 無疑摩拉維亞派人對約翰衛斯理靈性的影響極深。及後，約翰衛斯理於1738年造訪德國以了解摩拉維亞社群。然而，他發現其神學立場與摩拉維亞派人頗不同，歧見主要有成聖觀上。1741年，約翰衛斯理與欽岑多夫辯論神學，及後雙方可謂分道揚鑣。

##### 英國摩拉維亞教會內容
摩拉維亞教會在英國發展迅速，到了1745年，其組織已十分完備，立有主教、長老和執事，有完善的行政架構。其後，英國摩拉維亞教會更編有優美的崇拜禮儀，及完備的讚美歌集， 又於1752年在約克郡設立兩所可供大合唱的會堂，作敬拜和團契之用。 此外，在當時理性主義興起，基督教信仰受威脅之時，摩拉維亞教會仍堅守人的理性不能成為人的所有指引，強調信仰是與上帝建立關係而不只是頭腦的分析，讓人感到平安，願意留在教會中。 另外，他們十分重視對會友個別的牧養，其中一位摩拉維亞領袖施旁恩伯爾 (Spangenberg) 更批評英國教會沒有為教會每個靈魂提供個別牧養。 他們以小組形式聚會，也不時家訪會友，了解他們的需要，亦重視群體生活。此外，為了向英國的兒童傳福音，英國摩拉維亞教會亦興辦學校，於1741年在倫敦成立寄宿學校。英國摩拉維亞教會的完備架構、講求牧養、重視人與神之關係等，都吸引大量英國人歸信加入教會。

### 非洲(1737)

#### 南非
摩拉維亞教會是南非的第一個差會。 18世紀的南非為荷蘭的殖民地，已有大批稱為波爾人的荷蘭人定居南非。當中的白人基督徒因優越感的緣故歧視那些原居民——科伊科伊人(Khoi Khoi)。他們認為科伊科伊人是狒狒的後代，一群沒有靈魂的野獸，被上帝預定沉淪下地獄。 因此，並沒有任何一間白人教會牧師願意傳福音給他們。
直至1737年7月來自摩拉維亞教會的史密特，隻身前往南非開普敦宣教。他因想開展原住民的福音工作，而被波爾人排擠及嘲笑，因此只好獨力開展。他在西開普的Baviaanskloof，現稱赫納登達爾(Genadendal原文解作恩典谷)定居。跟其他摩拉維亞的宣教士一樣，史密特亦在當地自己更生，他一方面自己栽種梨子樹，另一方面教導原住民農耕。往後，他再建立學校、教導當地人讀書識字。慢慢地，福音工作展開，他在科伊科伊社群中開展祈禱會， 其中5人更後來信主接受洗禮。
然而，為科伊科伊人洗禮一事卻被當時開普敦都會的神職人員指控，因為史密特只是通過了信義宗牧職認證考核，但並未接受按立牧職，因而被質疑他們的洗禮是否有效。再者，他們更以異端之名控告史密特。亦隨著日後政府實施種族隔離政策，所有外籍宣教士禁止向原住民傳福音。史密特因著事工所遇的挫折，並因著欠缺主護城支援的孤獨感，他於1744年帶著破碎的心離開南非，畢生亦未有再回到南非。
然而，摩拉維亞教會在南非並未因此而終結。史密特帶領信主的原住民海倫娜成了在當地傳福音的重要人物。史密特稱她為「抹大拉的馬利亞」，希望海倫娜能像馬利亞一樣，把遇見復活基督的好消告訴她的族人。 往後接近50年，教會基本上都是由那些歸主者帶領運作。
1793年，黑人的宣教工作再次獲得南非政府正式肯定及批准，各地不同的教會、宣教組織也紛紛到南非開展事工，百花盛放。 摩拉維亞教會亦得以重返南非，他們再次探訪赫納登達爾，發現當時所建立的教會仍然運作。因此，當時的宣教士以昔日史密特的屋子及果園作宣教中心，並開始擴展在開普地區的宣教工作。
另一方面，一位受教育的南非科薩族人Wilhemina 熱切的期盼有宣教士到東開普她們族人的地區宣講福音、解釋聖經。 這亦間接開展了摩拉維亞教會宣教士在十九世紀在東、西開普的發展。

### 歐亞
除了在英、美、南非等地宣教，摩拉維亞宣教士的足跡遍及歐亞，深達佛教及伊斯蘭地區。雖然過程中遇上不少困難，但他們意志堅定，不屈不撓，能以播下福音的種子。

#### 卡爾梅克汗國
1742年，朗格 (Conrad Lange)、希爾胥爾 (Zechariah Hirschel) 與昆德 (Michael Kund) 三人到介於沙皇俄國及滿清中國之間的卡爾梅克汗國 (Calmucks，今日的卡爾梅克共和國) 宣教。卡爾梅克人是蒙古人的後裔，信奉藏傳佛教，當時遭俄國女皇凱撒琳吞併。三名宣教士一心傳道，卻被俄國當局以間諜罪名判入獄五年。
欽岑多夫得知宣教士被監禁，趕忙前往營救。然而，沙皇政府將他們都下監。欽岑多夫與同工們在獄中毫不懼怕，更一同唱詩讚美神。及後，女皇下令將他們釋放，但以後二十年，卻禁止摩拉維亞宣教士入境。雖然宣教工作中斷，摩拉維亞宣教士的見證成為多人的激勵，也在當地留下福音的種子。

## 對宣教發展的影響

### 影響約翰衞斯理及英國宣教發展
摩拉維亞會人除幫助約翰衞斯理解決得救問題外 (詳參「英國」第四部分)，還啟發他發展「小組教會」。 他在1738年曾參加摩拉維亞聖詠團與小班的聚會，深感這些小班不只讓信眾深度相處，能分享聖經的教導，更能扮演傳福音的角色。因此，約翰衞斯理致力發展小組架構，在1739年4月4日正式建立班級制度，並仿傚摩拉維亞社群抽籤選出領袖，並鼓勵信徒多傳福音。 此外，英國三大差會的成立，都受摩拉維亞會人火熱的宣教心及其宣教策略影響，包括浸信差會(Baptist Missionary Society)、倫敦傳道會 (London Missionary Society)及英國聖公會差會(Church Missionary Society)。 摩拉維亞會促基督教得以在英國迅速傳播、發展。

### 興起帶職宣教的模式
摩拉維亞宣教士多以一技之長進入創啟地區宣教。宣教士如卡姆 (Br. Kamm) 採集咖啡、文茨爾 (Br. Wenzel) 幫人補鞋、司密特 (Br. Schmidt)當裁縫、竇弗 (Br. Doerfer)當園丁等。欽岑多夫亦堅決禁止宣教士不務正業，要求宣教士賺取生活所需，支持宣教。 摩拉維亞教會帶動帶職宣教(tentmaking)，成為後世基督教宣教模式之一。

### 開啟十九世紀宣教時代
摩拉維亞教會在1790年出版了基督教界第一本宣教期刊 Periodical Accounts，詳細介紹海外宣教事跡。 其內容亦直接影響被後世尊稱為宣教之父的威廉克理。威廉克理讀過期刊後，吶喊說：「看看這群摩拉維亞人所做的，難道我們浸信會不能為同一位救主至少盡上一份心力嗎？」 於是他便致力發展宣教，使歐美的基督教世界真正進入海外宣教的黃金時代。 另外，摩拉維亞教會亦擬定有效的宣教策略，欽岑多夫曾提及他的宣教策略：
1. 不要以高高在上的姿態對待異教徒，卻要效法基督謙卑住在他們當中。
2. 要先傳釘十架的基督，再談神學主題。
3. 不要急著想讓所有人都悔改，而是先尋得那些渴求真理的人。

摩拉維亞入鄉隨俗的宣教模式，成為後世的仿傚。他們更在十九世紀末成立「民俗文獻博物館」(Volkerkunde Museum)，展示宣教士從各地帶回的文物，教導人謹記宣教行誼。

### 興辦教育
為培育摩拉維亞領袖和宣教士，摩拉維亞教會在各地興辦訓練學院及學校。其中包括在1742年成立的摩拉維亞學院及摩拉維亞神學院(Moravian Theological Seminary) 。  兩所學校位處美國賓夕法尼亞州伯利恆。